# Heinz Breloh

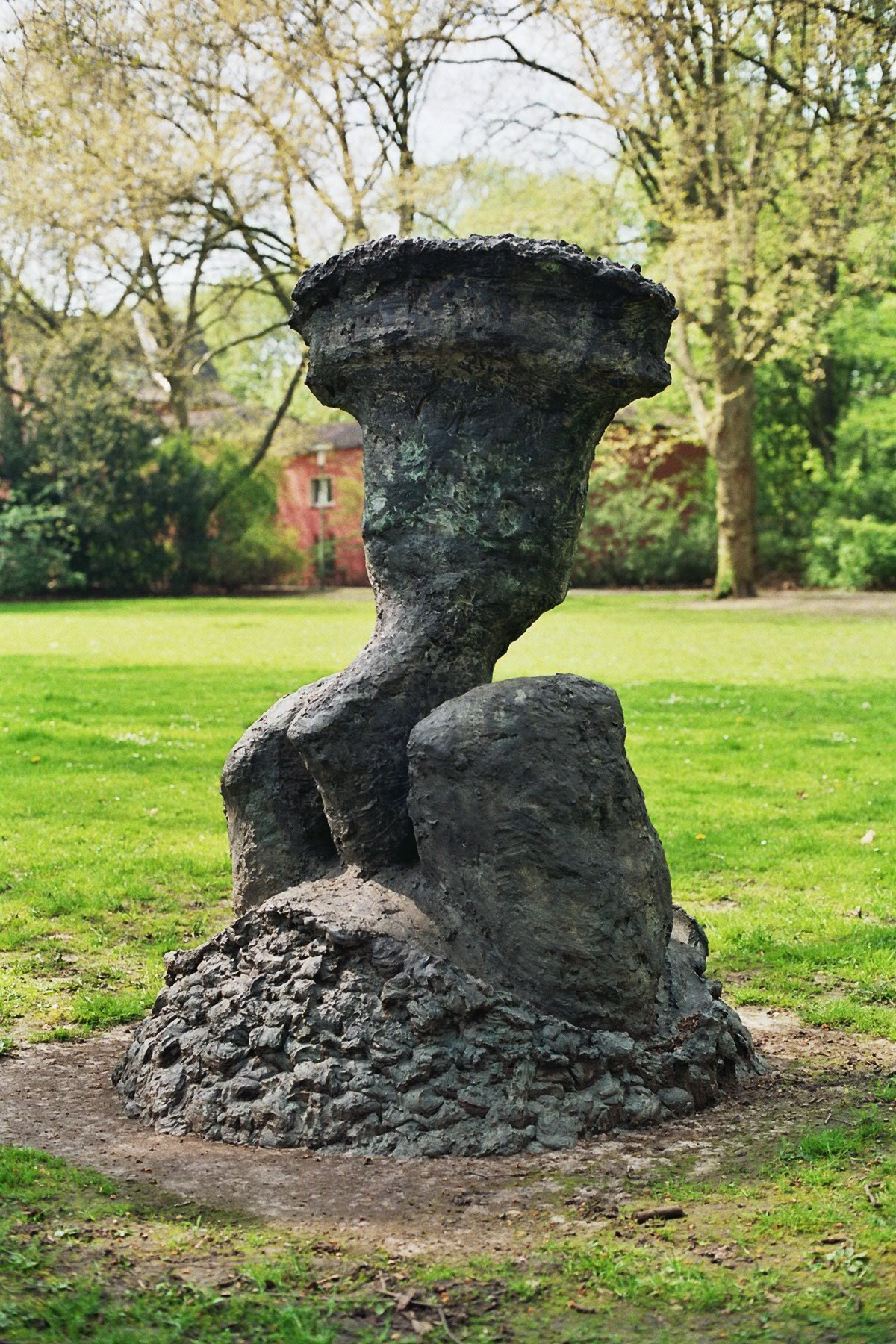
„Lebensgröße“, 1994, Bronze-Plastik. Standort: Moltkeplatz, Essen

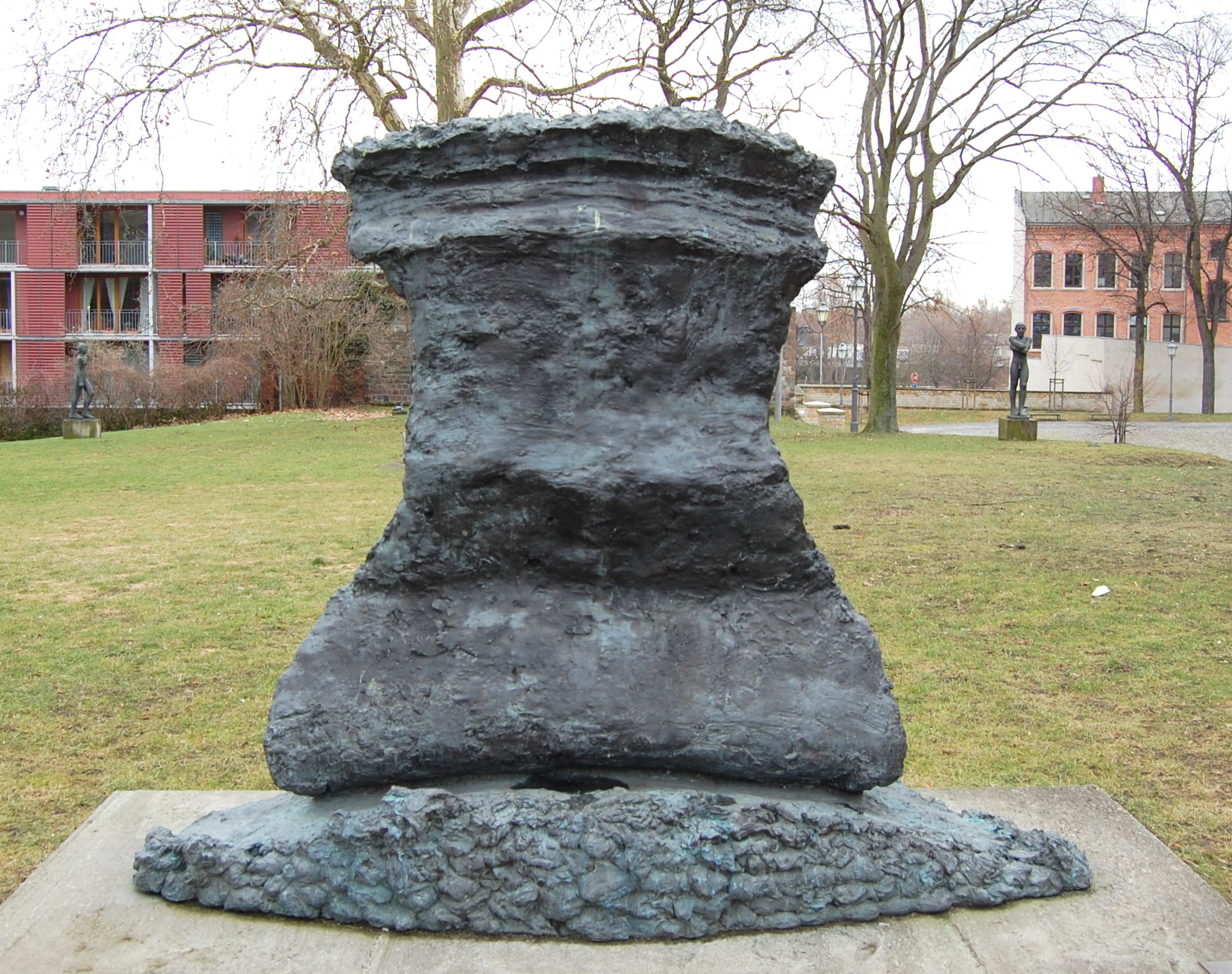
Lebensgröße Magdeburg, 1995, Bronze

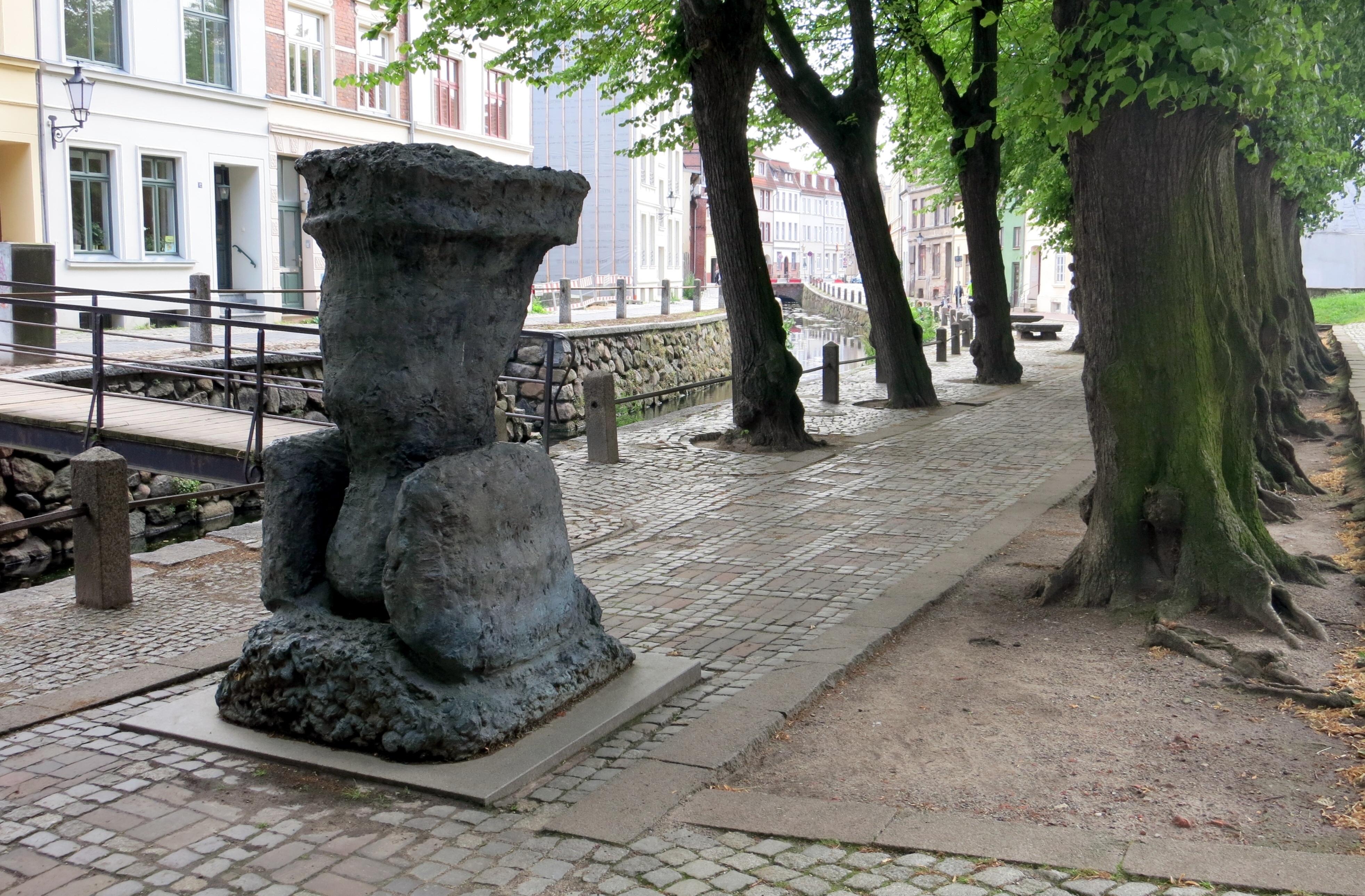
Lebensgröße II, 1985, Bronze, vor der Nikolaikirche (Wismar)

Heinz Breloh (* 25. Februar 1940 in Hilden; † 9. Januar 2001 in Köln) war ein deutscher Künstler in den Bereichen Videokunst, Performance, Installation und Skulptur. Er war unter anderem Mitbegründer der Zeitschrift nummer und des Ausstellungsforums „depot“ in Köln 1971.

## Leben
Breloh studierte von 1961 bis 1963 an der Hochschule für Bildende Künste Hamburg und von 1964 bis 1968 an der Akademie der Bildenden Künste Wien. Er war Meisterschüler bei dem Bildhauer Fritz Wotruba. Danach war er  bis 1977 Kunsterzieher an weiterführenden Schulen in Hamburg und Köln.
Von 1982 bis 1983 bekleidete Breloh eine Gastprofessur an der Kunstakademie Düsseldorf, 1987 eine Gastprofessur an der École-des-Beaux-Arts im französischen Nîmes.
Er war 1993 bis 1994 Gastdozent an der Hochschule für Bildende Künste Braunschweig und von 1996 bis 1998: Gastdozent an der Kunstakademie Münster.
Heinz Breloh lebte und arbeitete überwiegend in Köln; sein künstlerisches Erbe wurde bis zu deren Tod von seiner Lebensgefährtin, der Künstlerin Krimhild Becker betreut. Seitdem betreuen es die Brüder von Heinz Breloh als „Erbengemeinschaft Breloh“ zusammen mit seiner Geburtsstadt Hilden.

## Werk
Nach Abschluss seines Studiums bei Fritz Wotruba in Wien fand Heinz Breloh seinen Ausdruck im Wesentlichen in der Fotografie in der Videokunst, Performance und Installation. Über die Auseinandersetzung mit diesen Medien kam er zur Skulptur zurück. Als Material verwendete er unter anderem Eisen-Guss (Gusseisen), Terrakotta, Gips und Bronze.
Wichtige Themen seines Schaffens sind:
- Lebensgröße: „In einer festgelegten Choreografie umschreitet, umtanzt der Künstler die weiche Gipsmasse. Er wirft sich mit dem ganzen Körper – Beinen, Hüften, Brust, Rücken, Kopf – dagegen, umfängt den Klotz mit den Armen, durchstößt ihn mit Knien und Beinen, fährt mit dem Kopf hin und her und schleift so einen waagerechten oberen Abschluss aus. Er presst, dreht, windet sich nach einem genau bemessenen Programm an, in und gegen den Block, durchpflügt den Gips nach innen, ertastet und umspannt ihn von außen. Er zieht seine Körperbahn, bis das Material hart und widerständig geworden ist. Die fertige Skulptur hält die Körperform als negatives Volumen fest. Sie ist (im klassischen Sinn von Erinnerung) ein Monument der Körperspur.“ (Manfred Schneckenburger: Körperhandlungen wider die Apparatenwelt, in: „Skulptur als Körperspur – Heinz Breloh“, p. 17, 2008 s. u.).

- Sechsender: In diesen Werken „… thematisiert Breloh immer wieder den Bildhauer selbst als „Sechsender“, also mit den sechs sinnlichen Kraftenden Kopf, Armen, Beine und Genital und dessen Arbeiten an einer Skulptur und die von ihm ausströmenden und ihn vor dort erreichenden Kraftlinien der Bewegung…“ (Marina von Assel: Heinz Breloh – Skulpturen und Zeichnungen, in: „Skulptur als Körperspur – Heinz Breloh“, p. 72, 2008 s. u.).

## Ehrungen und Auszeichnungen
- 1980–1981: Stipendium der Stadt Köln, P.S.1, New York
- 1982 Stipendium des Landes NRW, Cité des Arts, Paris
- 1989 Kunstpreis des Deutschen Künstlerbundes (zusammen mit Beate Terfloth)[1]

## Werke (Auswahl)
- „Lebensgröße“: Bronze-Plastik; vor der St. Nikolaikirche (Wismar) 1985;
- „Lebensgröße“: Bronze-Plastik; auf dem Moltkeplatz, Essen 1994 (siehe Weblinks);
- „Lebensgröße Magdeburg“: Bronze-Plastik; im Skulpturenpark Magdeburg beim Kunstmuseum Kloster Unser Lieben Frauen, Magdeburg 1995;
- „Lebensgröße“: Bronze-Plastik; Wissenschaftszentrum, Physikalisch-Technische Bundesanstalt, Braunschweig.
- „Kreise ziehen“: Installation aus einem Bronzegitter in einer Doline und einem Laubbaum-Hain darum; im Wald auf dem Oberen Eselsberg in Eselsberg; Koord 48° 25.039’ N, 09° 57.194’ E; Universität Ulm; 1996;
- weitere Werke von Heinz Breloh finden sich u. a. im Kolumba (Museum), Köln, im Kunstmuseum Kloster Unser Lieben Frauen, Magdeburg, im Kunst- und Skulpturen Museum Deutschhof (Heilbronn), im Museum Schloss Morsbroich, Leverkusen sowie im Lehmbruck-Museum, Duisburg

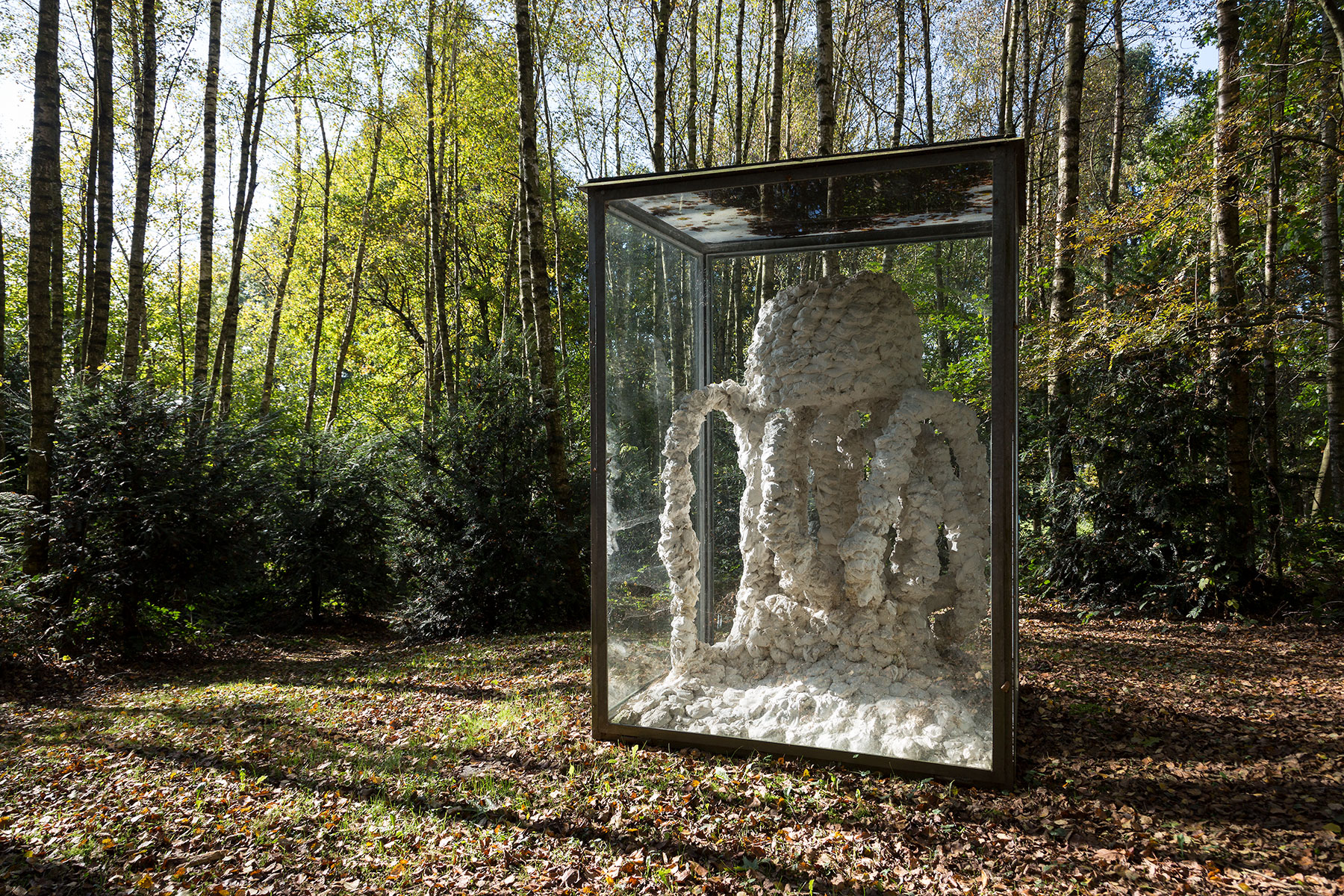
Heinz Breloh, Der Bildhauer in der Mittagsonne, 1991, Glasgehäuse 225 × 158 × 158 cm, Gips 180 × 150 × 150 cm, Glas, Eisen verzinkt, Festgips. Standort: im Tal (Skulpturenpark) zwischen Hasselbach und Werkhausen.

- Heinz Breloh, Der Bildhauer in der Mittagsonne, 1991, Glasgehäuse 225 × 158 × 158 cm, Gips 180 × 150 × 150 cm, Glas, Eisen verzinkt, Festgips. Standort: im Tal (Skulpturenpark) zwischen Hasselbach und Werkhausen.Zwei Werke („Der Bildhauer im Fluss“ von 1990[2] und „Der Bildhauer in der Mittagsonne“ von 1991[3]) befinden sich im Tal (Skulpturenpark) zwischen Hasselbach und Werkhausen.

## Zitat
- „Das ist eigentlich der Wunsch, dass die Plastik einem so nahe kommen kann, wie ein Mensch, wie sagen wir mal Sex, dieses ganz Nahe. Das ist eigentlich so eine Vorstellung, dass die Plastik ein Gegenüber ist, wie es enger nicht vorstellbar ist. Die Arbeit ist dann fertig, wenn zwischen der Arbeit und mir keine Distanz mehr ist.“ (Heinz Breloh, zitiert in Skulptur als Körperspur – Heinz Breloh, 2008, s. u.)